# 凹点无塔螺
凹点无塔螺（学名：Roxania punctulata），舊屬後鰓目三叉螺科无塔螺属（Abderospira），現屬後鰓類頭楯類支序殼蛞蝓總科粗米螺科Roxania属 。

## 分佈
本物種分佈於日本以及中国大陆的台湾海峡西部、大鹏湾、海南等地，属于暖水性种类。其主要生活于潮下带到深水区的泥砂质底。